# Åsa Lindhagen

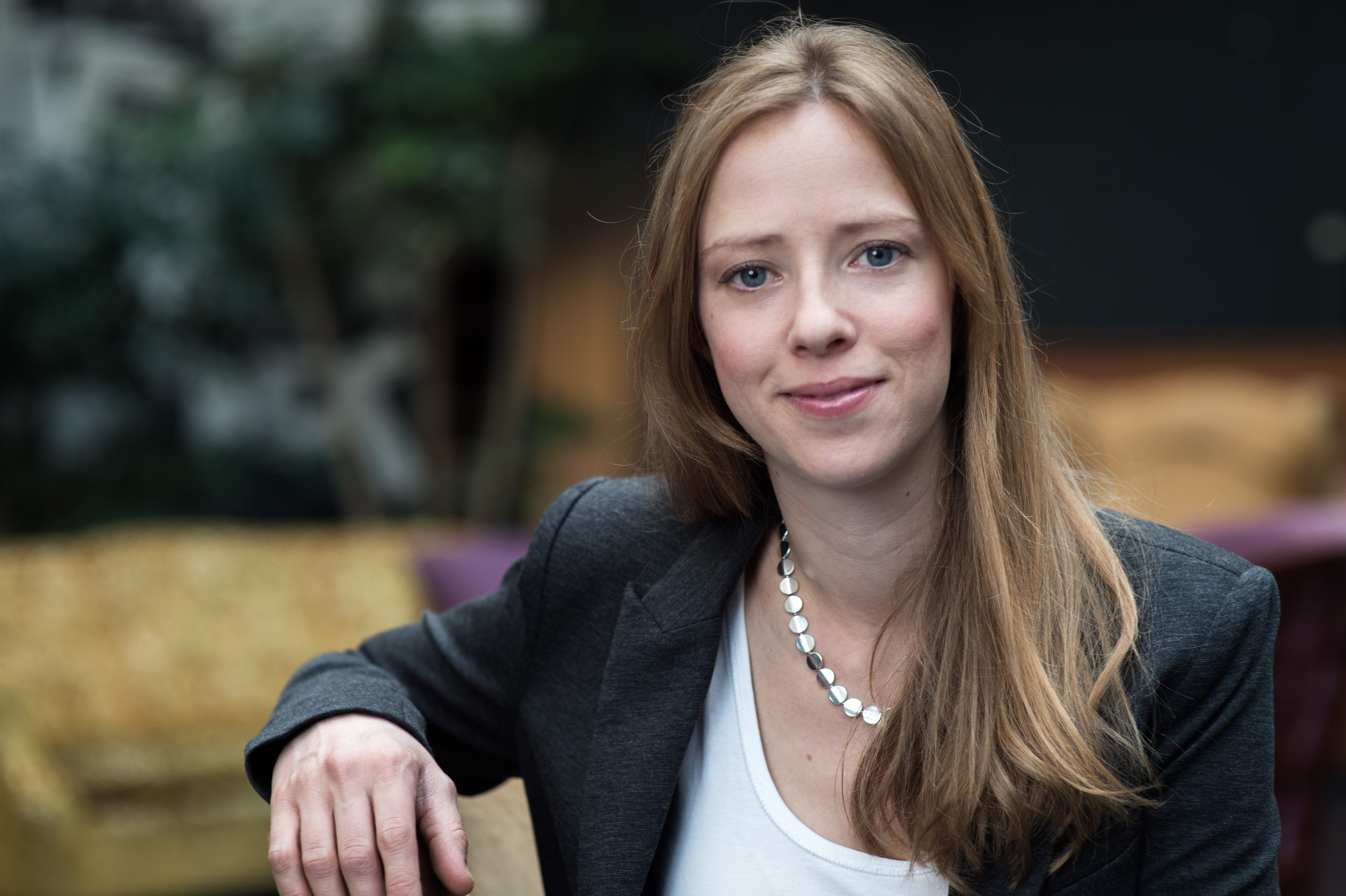
Åsa Lindhagen, 2015

Åsa Lindhagen (* 15. Mai 1980) ist eine schwedische Politikerin der grünen Partei Miljöpartiet de Gröna (MP). Sie war von Januar 2019 bis Februar 2021 die Ministerin für Gleichstellung und Integration ihres Landes. Von Februar 2021 bis November 2021 war sie Ministerin für den Finanzmarkt und stellvertretende Finanzministerin.

## Leben
In den Jahren 2001 bis 2008 studierte Lindhagen an der Universität Linköping. Von dort hält sie einen Abschluss in Industrieökonomik. Zwischen 2005 und 2006 war sie als Vorsitzende der Studierenden in technischen Studiengängen auch Mitglied im Vorstand der Universitätsleitung. In der Zeit von 2006 bis 2014 war sie Teil des Vorstands vom schwedischen Zweig von Save the Children. Zwischen 2008 und 2012 arbeitete sie als Unternehmensberaterin bei Ernst & Young.

### Politischer Werdegang
Lindhagen war in den Jahren 2010 bis 2019 Stadträtin in Stockholm. Dabei war sie in der Zeit zwischen 2012 und 2014 Fraktionsvorsitzende ihrer Partei. Von 2014 bis 2018 war sie Mitglied in der Stockholmer Stadtregierung. Ihr Amt beinhaltete den Zuständigkeitsbereich für Soziales. In der Zeit von September 2018 bis Januar 2019 war sie als Vertretung für Per Bolund Abgeordnete im Reichstag. Lindhagen saß dabei im Sozialausschuss.
Am 21. Januar 2019 wurde sie zur Ministerin für Gleichstellung der Geschlechter und Integration in der Regierung Löfven II ernannt. Sie war damit für Gleichstellung, Segregation und Diskriminierung, Kinderrechte, Demokratie und Menschenrechte sowie die Integration von Einwanderern zuständig. Im Zuge einer Regierungsumbildung übernahm sie am 5. Februar 2021 den Posten der Finanzmarktsministerin von ihrem Parteikollegen Per Bolund. Ihr Amt behielt sie auch in der im Juli 2021 gebildeten Regierung Löfven III. Mit der Bildung der Regierung Andersson und dem damit einhergehenden Ausscheiden ihrer Partei endete ihre Amtszeit als Ministerin am 30. November.
Bei der Parlamentswahl 2022 zog Lindhagen in den Reichstag ein. Kurz nach der Wahl verließ sie das Parlament, um in Stockholm die Position als Borgarråd einzunehmen. Als solcher wurde sie für den Bereich Umwelt und Klima zuständig.

### Privates
Lindhagen wohnt in Stockholm und hat zwei Kinder.